# BlackBerry Passport
BlackBerry Passport es un teléfono inteligente fabricado por la compañía canadiense Blackberry. Oficialmente lanzado el 24 de septiembre de 2014, el nombre de Passport (en español pasaporte) se ha inspirado precisamente en la forma de un pasaporte e incorpora características diseñadas para hacer el dispositivo atractivo para los usuarios y seguidores de BlackBerry, como una pantalla de forma cuadrada de 4,5 pulgadas en diagonal, un teclado físico compacto con gestos táctiles, y la última versión del sistema operativo de la compañía de BlackBerry 10.
Los críticos han elogiado la calidad del diseño, la pantalla del dispositivo, y el teclado para cumplir con los objetivos de la creación de un teléfono inteligente orientado a los negocios de la compañía, junto con una selección de aplicaciones mejorada a través de la integración de la Appstore de Amazon para Android (aprovechando el soporte de software Android proporcionado por BlackBerry 10) junto propia tienda de BlackBerry para el software nativo. La crítica del Passport se ha centrado principalmente en su factor de forma irregular en comparación con otros teléfonos anteriores de BlackBerry, haciendo que el dispositivo difícil de llevar y usar con una sola mano gracias a su mayor anchura, mientras que su teclado también fue criticado por tener un trazado irregular en comparación con el pasado los dispositivos BlackBerry.

## Especificaciones
El BlackBerry Passport tiene dimensiones similares a la de un pasaporte internacional, e incorpora un marco de acero con plástico mate como parte de su diseño. El dispositivo utiliza una variación del diseño compacto teclado físico tradicional de Blackberry, utilizando un diseño modificado con tres filas y una pequeña barra espaciadora situada en el medio de la fila inferior junto a las letras restantes. Funciones previamente que se encuentran en la cuarta fila (como símbolos y la tecla Shift) son accesibles a través de una barra de herramientas contextual en pantalla. El teclado también es sensible al tacto; actuando como un touchpad, puede registrarse gestos a través de sus teclas de deslizamiento para el desplazamiento, selección de texto, la supresión de palabras y sugerencias de autocompletado.
El Passport cuenta con una pantalla LCD de forma cuadrada de 4,5 pulgadas IPS con una resolución de 1440 × 1440, en comparación con un 16: 9. Pantalla, haciendo que el Passport considerablemente más amplio que otros teléfonos inteligentes de su clase. El Passport incluye un quad --core, 2,2 GHz Qualcomm Snapdragon 801 system-on-chip con 3 GB de RAM, 32 GB de almacenamiento interno ampliable, junto con un no extraíble 3450 mAh de la batería nominal durante al menos 30 horas de uso mixto. El Passport también incluye una cámara trasera de 13 megapíxeles con estabilización óptica de imagen, y una cámara frontal de 2 megapíxeles. Durante las llamadas telefónicas, el pasaporte puede medir el ruido ambiental con un micrófono en su auricular, que puede entonces ser utilizado para ajustar automáticamente el volumen de llamadas
El pasaporte está precargado con BlackBerry 10.3, la última versión del sistema operativo de BlackBerry. La nueva versión cuenta con una interfaz renovada, un asistente digital personal conocido como BlackBerry Adjunto y otras nuevas características. Junto a BlackBerry World para aplicaciones nativas, 10.3 también incluye la de terceros Amazon Appstore, ofreciendo aplicaciones de Android que se pueden ejecutar en el pasaporte.

## Desarrollo
En enero de 2014, el nuevo Director ejecutivo de BlackBerry John Chen indicó que, tras el lanzamiento fallido de BlackBerry 10 y sus, dispositivos de pantalla táctil orientados al consumidor que se acompañan (como el BlackBerry Z10), junto con una gran pérdida de cuota de mercado de la compañía de teléfonos inteligentes que compiten tales como los dispositivos Android y la línea iPhone, la compañía planeaba cambiar su enfoque hacia el mercado empresarial como parte de su plan de reestructuración, y la producción principalmente de teléfonos que cuentan con teclados físicos, característica originaria de los terminales de BlackBerry. En junio de 2014, Chen se alabó públicamente dos de los modelos, el BlackBerry Passport con una pantalla cuadrada, junto con un sucesor para el BlackBerry Q10 conocido como el BlackBerry Classic, que incorpora el conjunto de teclas de navegación que aparecen en últimos dispositivos con sistema operativo BlackBerry.
El regreso de la compañía a un enfoque orientado a los negocios influyó en el diseño y la funcionalidad del Passport; el diseño global del dispositivo fue diseñado para evocar una forma similar a su homónimo (Pasaporte, 'un símbolo familiar y universal de la movilidad. BlackBerry también promociona que el uso de una pantalla de forma cuadrada de 4,5 pulgadas, en lugar de la rectangulares 16:9 de otros teléfonos inteligentes, en combinación con su teclado físico, proporcionarían más espacio en pantalla para las tareas orientadas a los negocios, tales como la edición de documentos, visualización de imágenes (como esquemas arquitectónicos y radiografías), y navegación web, la compañía también señaló que el aumento de la anchura de la pantalla permitiría el pasaporte para mostrar 60 caracteres por línea de texto, acercándose a una medida recomendada para los libros en el 66 por línea.
El desarrollo del Passport se inició en 2013; mientras que incluso el propio Chen estaba indeciso sobre el dispositivo debido a su factor de forma inusual, decidió permitir el desarrollo continuo del Passport, convencido de que tiene las cualidades únicas de diseño en comparación con otros teléfonos de la competencia. Chen ha señalado también que los objetivos del Passport son impulsar la productividad. Además, Chen, ha bromeado acerca del reciente de iPhone y del incidente durante la presentación, señalando que a diferencia del iPhone 6, el Passport necesita un poco de esfuerzo para romperse.